# Buckhall (Virginie)
 (février 2025).
Buckhall est une census-designated place située dans le comté de Prince William, dans l’État de Virginie, aux États-Unis. Lors du recensement de 2020, elle comptait 20 420 habitants.